# Prix Orange du Festival de Cannes
 (août 2025).
Pour les articles homonymes, voir Prix Orange.
Le prix Orange (aussi Rising Star Award) est un prix spécial du Festival international du film de Cannes, attribué par l'association de presse à des acteurs.
Il n’est pas décerné chaque année.

## Palmarès
- 1961 : Annie Girardot
- 1963 : Robert Hossein[1]
- 1964 : Fernandel
- 1972 : Philippe Noiret
- 1975 : Claude Jade[2]
- 1993 : Jean Marais
- 2007 : Eva Green